# Oedebasis mutilata
Oedebasis mutilata là một loài bướm đêm trong họ Erebidae.